# IC 449
IC 449 ist eine elliptische Galaxie vom Hubble-Typ E2 im Sternbild Giraffe am Nordsternhimmel. Sie ist rund 177 Millionen Lichtjahre von der Milchstraße entfernt und hat einen Durchmesser von etwa 85.000 Lichtjahren.
Das Objekt wurde am 6. September 1888 vom US-amerikanischen Astronomen Lewis Swift entdeckt.